# Ammonastes pelzelni
Az Ammonastes pelzelni a madarak osztályának verébalakúak (Passeriformes) rendjébe és a hangyászmadárfélék (Thamnophilidae) családjába tartozó Ammonastes nem egyetlen faja.

## Rendszerezése
A fajt Philip Lutley Sclater angol ügyvéd és zoológus írta le 1890-ben, a Myrmeciza nembe Myrmeciza pelzelni néven. Egyes szervezetek jelenleg is ide sorolják.

## Előfordulása
Dél-Amerika északi részén, Brazília, Kolumbia és Venezuela területén honos. Természetes élőhelyei a szubtrópusi vagy trópusi síkvidéki esőerdők és lombhullató erdők, valamint szavannák.

## Megjelenése
Testhossza 14 centiméter.

## Életmódja
Rovarokkal és pókokkal táplálkozik.

## Természetvédelmi helyzete
Az elterjedési területe nem nagy, egyedszáma viszont stabil. A Természetvédelmi Világszövetség Vörös listáján nem fenyegetett fajként szerepel.

## További információ
- Képek az interneten a fajról
- Xeno-canto.org - a faj hangja és elterjedési területe